# TrySailのTRYangle harmony
『TrySailのTRYangle harmony』（トライセイルのトライアングルハーモニー）は、2014年1月8日から配信されているインターネットラジオ番組。番組開始から2021年3月23日までは超!A&G+にて配信され、2016年4月5日からはニコニコチャンネルと連携した形でニコニコ生放送にて配信されている。
パーソナリティは声優ユニットのTrySail（麻倉もも、雨宮天、夏川椎菜）。略称は『トラハモ』。
2014年中は『TRYangle harmony』の番組名で配信されていた。

## 概要
ミュージックレイン所属の女性声優である麻倉・雨宮・夏川の3人によるラジオ番組。2014年内の配信は『TRYangle harmony』という番組名で配信されていたが、パーソナリティ3人によるユニット「TrySail」の結成に合わせて、2015年1月より番組名を変更して、冠番組となった。
本配信のほか、番組収録後に収録されている「アフタートーク」が本配信終了時間に合わせてニコニコチャンネル「セカンドショットちゃんねる」にて公開されている。
第45回（2014年11月18日未明〈17日深夜〉）より、ニコニコチャンネルにおいてアーカイブ配信が行われている。また、第2回から第44回についても48週遅れでアーカイブ配信が行われた。両者とも、毎週月曜日に配信され、配信から1週間は無料配信、それ以後はニコニコチャンネル会員（有料）限定となっていた。なお、第1回配信は「RADIO FANDISK 3」に収録されている。
2016年4月5日より、ニコニコ生放送にて生放送形式での配信が開始された。同時に、アーカイブの1週間の無料配信と、番組配信後に行われていたアフタートークは有料配信のみとなった。また、アーカイブとアフタートークの配信開始時間も変更され、本放送当日の深夜12時にその回のアフタートークと先週のアーカイブが同時に公開されている。なお、超!A&G+での配信は2021年3月23日を以て終了し、それ以降はニコニコ生放送にて番組は継続されている一方、2021年3月30日よりYouTube「セカンドショットちゃんねる」でも本編のみ同時配信が開始された。また、本配信終了後の水曜14:00には曲カット版のアーカイブがYouTubeにて2週間限定で公開されている。
2024年6月8日から受けたニコニコサービスへのサイバー攻撃の影響により、ニコニコサービス全体が利用できなくなったため、本配信については第542回（2024年6月11日配信）は本配信はYouTubeのみとなり、第543回（2024年6月18日配信）よりニコニコ生放送の代替配信はOPENREC.tvとなった。また、ニコニコチャンネル会員向けの完全版アーカイブおよびアフタートークはニコニコサービス復旧後に公開される予定だったが、ニコニコサービスの大規模メンテナンスが長期となったため、期間中の完全版アーカイブとアフタートークはOPENREC.tvに一時的に移行し、OPENRECサブスク限定で公開されていた。第552回（2024年8月20日配信）をもってOPENREC.tvでの代替配信を終え、ニコニコチャンネルサービス再開後の第553回（2024年8月27日配信）よりニコニコ生放送での配信に戻った。

### 配信時間
ニコニコ生放送
2016年4月 -
毎週火曜日 22:00 - 22:30
超!A&G+
配信開始 - 2016年3月まで
毎週水曜日 0:30 - 1:00（火曜深夜）
2016年4月 - 2019年3月まで
毎週火曜日 19:30 - 20:00
2019年4月 - 2021年3月第4週　
毎週火曜日 21:00 - 21:30
リピート配信
配信開始 - 2016年3月まで
毎週水曜日 12:30 - 13:00
毎週日曜日 12:30 - 13:00
2016年4月 - 2017年4月2日
毎週水曜日 7:30 - 8:00
毎週日曜日 12:30 - 13:00
2017年4月11日 - 2018年9月29日
毎週水曜日 7:30 - 8:00
毎週土曜日 10:30 - 11:00
2018年10月6日 - 2019年1月5日
毎週水曜日 7:30 - 8:00
毎週土曜日 10:00 - 10:30
2019年1月12日 - 2019年3月27日
毎週水曜日 7:30 - 8:00
毎週土曜日 8:00 - 8:30
2019年4月3日 - 2021年3月
毎週水曜日 9:00 - 9:30
毎週土曜日 8:00 - 8:30

## コーナー
ふるふるトピックス
通称「ふるトピ」。毎回番組タイトル後にあるフリートークのコーナーで、パーソナリティの内1人が最近あったふるふるした出来事、面白い出来事について話す。
まるめーる
いわゆる「ふつおた」を紹介するコーナー。「ふるふるまるめーるスペシャル」として、このコーナーのみを配信する回もある。
やってトライ！対決トラハモダービー！
週替わりコーナー。TrySailの3人がリスナーから寄せられた対決案を勝負する。ポイント制で年間の勝者を決める。
強制トライアングル討論！
週替わりコーナー。TrySailの3人がリスナーから寄せられた3択の悩み事に対し、くじ引きでそれぞれの立場になり、議論するコーナー。どのプレゼンが良かったか、スタッフに多数決で判定してもらう。
TrySail解体新書
週替わりコーナー。TrySailの3人がリスナーから寄せられた「TrySailの3人ってこうですよね？」という質問や偏見に対し、正直に「Yes or No」で答え、3人ともYesのもの、3人ともNoのものをTrySailの解体新書に掲載する。
連続トラセ小説
週替わりコーナー。これまでの川柳・短歌コーナーに続いて物語を作る。TrySailの3人が決めたタイトルと採用された物語に沿って、物語の続きとなる数行を考えてメールから3人が続きを決める。
雨のち青天
雨宮のお当番コーナー。ネガティブな性格な雨宮が、リスナーから寄せられたブルーなエピソードをポジティブに捉え直す。
パンダで白黒つけまSHOW! → パンダで？白黒つけまSHOW!
夏川のお当番コーナー。リスナーから寄せられた2択の迷い事に対し、夏川が答えを出す。第123回にコーナー名が変更となった。
もちょの名言めもちょ
麻倉のお当番コーナー。リスナーから寄せられた「名言」を雨宮・夏川が改変した解答を混ぜた3択クイズにし、それを麻倉が当てる。正解率が低く、雨宮の作ったものを選択することが多いため、「そらの名言そらちょ」と揶揄されることも多い。
希望パンダ戦隊！スクランブリングコードD
夏川のお当番コーナー。「スクランブリングコードD」についての情報を募り、夏川がその真実を小出しにしていく。TrySail Fan Meeting “TRYangle harmony“ in Taiwan のコーナーにおいて夏川の中国語の発音を翻訳したところ「ああとても幸せスクランブリングコードＤ」と翻訳されたことに由来する。

### 過去のコーナー
送ってトライ！あるあるトラハモダービー
TrySailの3人に「ある・ない」を問うエピソードを判定してもらうコーナー。トークで盛り上がった時間の長かったリスナー上位3名がランキングに記録され、ある程度区切りがついた時点で、ベスト3にラインクインしているリスナーには『何か』が贈られる。
「やってトライ！対決トラハモダービー！」にリニューアルのため、終了。
ハーモニー短歌！
週替わりコーナー。TrySailの3人がリスナーから寄せられた短歌の「お題」と”五・七・五・七・七”の「五」の文字の部分に対し、それぞれ「七」の箇所を相談なしで考え、リスナーと共に作った短歌が良い感じのハーモニーを奏でるかを試す。
トラセ三人寄れば文殊の知恵
週替わりコーナー。TrySailの3人がリスナーから寄せられた「ほにゃららの意味を教えてください」「ほにゃららってどうしてこうなの？」というお題を回答する。

## ラジオCD
セカンドショットから発売されている。
TRYangle harmony RADIO FANDISK
2014年6月20日発売。DISC1には「コーナー傑作選」として3人のお当番コーナーを抜粋したもの、DISC2には3人のお当番コーナーをシャッフルした、「雨のち夏晴れ!」、「もちょのすももで赤白つけまSHOW!」、「そらの名言そらちょ!」が収録されている。「トライアングルステージ!!! in 日本青年館」のチケット先行申し込み用紙が封入された。
TRYangle harmony RADIO FANDISK2
2014年9月19日発売。DISC1には「コーナー傑作選」、DISC2には3人のお当番コーナーをシャッフルした、「雨のちもちょ晴れ!」、「天の群青で青黒つけまSHOW!」、「ナンスの名言なんちょ!」が収録されている。「トライアングルステージ!!! 〜STEP〜 in 日本青年館」のチケット先行申し込み用紙が封入された。
TRYangle harmony RADIO FANDISK3
2015年1月8日発売。DISC1には「コーナー傑作選」、DISC2には第1回配信のオーディオコメンタリーが収録されている。「トライアングルステージ!!! 〜JUMP〜 in TOKYO DOME CITY HALL」のチケット先行申し込み用紙が封入された。
TrySailのTRYangle harmony RADIO FANDISK
2015年7月10日発売。
TrySailのTRYangle harmony RADIO FANDISK2
2015年11月13日発売。
TrySailのTRYangle harmony RADIO FANDISK3
2016年8月19日発売（8月12・13日に開催のコミックマーケット90先行発売）。
TrySailのTRYangle harmony RADIO FANDISK4
2017年1月20日発売（2016年12月29日-31日に開催のコミックマーケット91先行発売）。
TrySailのTRYangle harmony RADIO FANDISK5
2017年7月10日発売（5月13日に開催の「SECONDSHOT FES -Girls Members- 2017」先行発売）。
TrySailのTRYangle harmony RADIO FANDISK6
2017年8月25日発売（2017年8月11日-13日に開催のコミックマーケット92先行発売）。
TrySailのTRYangle harmony RADIO FANDISK7
2018年1月19日発売（2017年12月29日-31日に開催のコミックマーケット93先行発売）。
TrySailのTRYangle harmony RADIO FANDISK8
2018年8月24日発売（2018年8月10日-12日に開催のコミックマーケット94先行発売）。
TrySailのTRYangle harmony RADIO FANDISK9
2019年1月25日発売（2018年12月29日-31日に開催のコミックマーケット95先行発売）。
TrySailのTRYangle harmony RADIO FANDISK10
2019年8月23日発売（2019年8月9日-12日に開催のコミックマーケット96先行発売）。
TrySailのTRYangle harmony RADIO FANDISK11
2020年1月31日発売（2019年12月28日-31日に開催のコミックマーケット97先行発売）。
TrySailのTRYangle harmony RADIO FANDISK12
2020年9月14日発売
TrySailのTRYangle harmony RADIO FANDISK13
2022年5月14日発売

## イベント
| 公演年 | タイトル                                                                                      | 公演日・会場                                                | 公開録音回（本配信日）                                                     | 備考                                                                                  |
| ------ | --------------------------------------------------------------------------------------------- | ----------------------------------------------------------- | -------------------------------------------------------------------------- | ------------------------------------------------------------------------------------- |
| 2014年 | TRYangle harmony presents トライアングルステージ!!! in 日本青年館                             | 全2公演：8月17日 日本青年館大ホール（東京都）               | 第33回（8月20日未明〈19日深夜〉） 第34回（8月27日未明〈26日深夜〉）        |                                                                                       |
| 2014年 | TRYangle harmony presents トライアングルステージ!!! 〜STEP〜 in 日本青年館                    | 全2公演：12月21日 日本青年館大ホール（東京都）              | 第52回（12月31日未明〈30日深夜〉） 第53回（2015年1月7日未明〈6日深夜〉）   | TrySail結成発表。                                                                     |
| 2015年 | LAWSON presents トライアングルステージ!!! 〜JUMP〜 in TOKYO DOME CITY HALL                    | 全2公演：3月14日 TOKYO DOME CITY HALL（東京都）             | 第63回（3月18日未明〈17日深夜〉） 第64回（3月25日未明〈24日深夜〉）        | TrySailとしての初単独出演イベント。                                                   |
| 2015年 | LAWSON presents TrySailのTRYangle harmony FES                                                 | 全2公演：12月19日 メルパルクホール東京                      | 第104回（12月30日未明〈29日深夜〉） 第105回（2016年1月6日未明〈5日深夜〉） |                                                                                       |
| 2016年 | SECONDSHOT FES -Girls Members-                                                                | 全2公演：5月7日 メルパルクホール東京                        |                                                                            | セカンドショット制作番組に出演の女性声優陣が集結したイベント。                        |
| 2016年 | LAWSON presents 「TrySailのTRYangle harmony」公開イベント2016 〜よみうりランドで大絶叫〜      | 全2公演：9月10日 よみうりランド 日テレらんらんホール        |                                                                            |                                                                                       |
| 2016年 | TrySail Fan Meeting “TRYangle harmony“ in Taiwan                                              | 全1公演：12月4日 CLAPPER STUDIO（台湾・台北市）             |                                                                            |                                                                                       |
| 2017年 | SECONDSHOT FES -Girls Members- 2017                                                           | 全2公演：5月13日 メルパルクホール東京                       |                                                                            | セカンドショット制作番組に出演の女性声優陣が集結したイベント。                        |
| 2017年 | LAWSON presents TrySailのTRYangle harmony 公開イベント2017～今年も来ちゃった よみうりランド～ | 全2公演：11月26日 よみうりランド 日テレらんらんホール       | 第205回（12月5日） 第206回（12月12日）                                     |                                                                                       |
| 2018年 | SECONDSHOT FES -Girls Members- 2018                                                           | 全2公演：5月12日 メルパルクホール東京                       |                                                                            | 雨宮は喉の不調から出演を見合わせ、麻倉・夏川の2名出演に変更された。                   |
| 2018年 | LAWSON presents TrySailのTRYangle harmony 公開イベント2018                                    | 全2公演：12月9日 よみうりランド 日テレらんらんホール        |                                                                            |                                                                                       |
| 2019年 | SECONDSHOT FES -Girls Members- 2019                                                           | 全2公演：5月11日 メルパルクホール東京                       |                                                                            |                                                                                       |
| 2019年 | LAWSON presents TrySailのTRYangle harmony 公開イベント2019                                    | 全2公演：11月10日 メルパルクホール東京                      |                                                                            |                                                                                       |
| 2021年 | TrySailのTRYangle harmony 番組イベント2021〜Thank you 400〜                                   | 全2公演：8月21日 LINE CUBE SHIBUYA（渋谷公会堂）            |                                                                            | ニコニコ生放送にて有料配信を実施。                                                    |
| 2022年 | SECONDSHOT FES -Girls Members- 2022 ＜AUTUMN＞                                                | 全2公演：11月19日 LINE CUBE SHIBUYA（渋谷公会堂）           |                                                                            | 麻倉は新型コロナウイルス濃厚接触のため出演見送り。 ニコニコ生放送にて有料配信を実施。 |
| 2023年 | TrySailのTRYangle harmony 番組イベント2023                                                    | 全2公演：10月29日 渋谷区文化総合センター大和田 さくらホール |                                                                            | ZAIKOにて有料配信を実施。                                                             |
| 2024年 | トラハモEXPO2024 〜TrySailのTRYangle harmony 番組イベント2024〜                               | 全2公演：11月16日 成田国際文化会館                          |                                                                            |                                                                                       |
| 2025年 | TrySailのTRYangle harmony 番組イベント2025                                                    | 全2公演：11月9日 ニッショーホール                           |                                                                            |                                                                                       |